# برونو ورساول
برونو ورساول (به انگلیسی: Bruno Versavel) بازیکن فوتبال اهل بلژیک و عضو تیم ملی فوتبال بلژیک است که در تاریخ ۱۲ اکتبر ۱۹۸۸ میلادی اولین بازی ملی‌اش را مقابل تیم ملی فوتبال برزیل انجام داد. او در ۲۸ بازی ملی حضور داشت و جمعاً ۲۳۲۵ دقیقه برای تیم ملی فوتبال بلژیک به میدان رفت. برونو ورساول آخرین بازی ملی خود را در تاریخ ۷ ژوئن ۱۹۹۶ میلادی در برابر تیم ملی فوتبال مقدونیه انجام داد. وی در بازی‌های ملی‌اش ۴ گل به ثمر رساند.